# Abbazia di Valmagne
L'Abbazia di Valmagne fu fondata nel 1139 da Raimond de Trencavol, visconte di Beziers. È situata nel territorio di Villeveyrac, vicino al porto di Meze, sul bacino del Thau.

## Storia
L'abbazia è di origine benedettina, passata all'ordine cistercense nel 1159, fu una delle più ricche e importanti abbazie del Sud della Francia. Il monastero rispetta i canoni cistercensi di stile romanico e dal XII secolo alla fine del XIII secolo, conobbe un periodo di prosperità e splendore, ma nel XIV secolo ebbe inizio il suo declino. L'abbazia soffrì molto a causa della peste nera, della guerra dei cent'anni e le guerre di religione (XVI secolo). Lo stesso abate di Valmagne, passato alla religione riformista, ordì un attacco alla propria abbazia uccidendo tutti i monaci. Le vetrate, le finestre ed i rosoni andarono perduti per sempre.
I monaci ritornarono all'inizio del XVII secolo, ma passarono due secoli prima che l'abbazia ritornasse a splendere. Durante la rivoluzione francese, i cinque monaci fuggirono verso la Spagna ed i contadini rivoluzionari invasero l'abbazia bruciando tutti i mobili, i documenti, le opere d'arte.
Nel 1791, Valmagne venne confiscata come bene nazionale e venduta a monsieur Garnier Joyeuse. Egli trasformò la chiesa in una cantina, mettendo delle enormi botti nelle navate laterali e nelle cappelle. È per questo motivo che la cattedrale fu risparmiata ed evitò la sorte di essere ridotta a cava di pietre come altri edifici religiosi. Dopo la morte di monsieur Garnier Joyeuse, nel luglio del 1838, l'abbazia fu comprata dal conte di Turenne e ancora oggi appartiene a questa famiglia.
La costruzione della chiesa attuale, in stile gotico classico, si iniziò nel 1257, sulle fondamenta della chiesa romanica primitiva divenuta troppo piccola per accogliere un numero sempre più crescente di monaci.
La chiesa misura 83 metri di lunghezza e 24,5 metri di altezza, per dimensioni molto simile alle cattedrali del nord della Francia. Il chiostro è giunto infatti con 4 gallerie. Al centro vi è una fontana alimentata da una sorgente chiamata "la fonte di Diana", già conosciuta dai romani.